# 24h Le Mans 1974

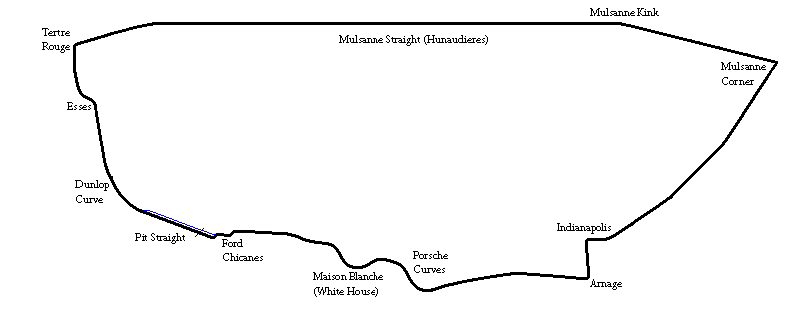
Tor Circuit de la Sarthe

24h Le Mans 1974 – 24–godzinny wyścig rozegrany na torze Circuit de la Sarthe w dniach 15–16 czerwca 1974 roku.

## Wyniki
Źródło: experiencelemans.com
| Poz. | Klasa | Nr | Zespół                     | Kierowcy                                           | Nadwozie                      | Silnik                    | Okr. |
| ---- | ----- | -- | -------------------------- | -------------------------------------------------- | ----------------------------- | ------------------------- | ---- |
| 1    | S 3.0 | 7  | Équipe Gitanes             | Henri Pescarolo Gérard Larrousse                   | Matra-Simca MS670C            | Matra 3.0L V12            | 337  |
| 2    | S 3.0 | 22 | Martini Racing Team        | Gijs van Lennep Herbert Müller                     | Porsche 911 Carrera RSR Turbo | Porsche 2.1L Turbo Flat-6 | 331  |
| 3    | S 3.0 | 9  | Équipe Gitanes             | Jean-Pierre Jabouille François Migault             | Matra-Simca MS670C            | Matra 3.0L V12            | 324  |
| 4    | S 3.0 | 11 | Gulf Research Racing Co.   | Derek Bell Mike Hailwood                           | Gulf GR7                      | Ford Cosworth DFV 3.0L V8 | 317  |
| 5    | GT    | 71 | Raymond Touroul            | Cyril Grandet Dominique Bardini                    | Ferrari 365 GTB/4             | Ferrari 4.4L V12          | 313  |
| 6    | GT    | 54 | North American Racing Team | Dave Heinz Alain Cudini                            | Ferrari 365 GTB/4             | Ferrari 4.4L V12          | 312  |
| 7    | GT    | 66 | Porsche Club Romand        | Bernard Chenevière Peter Zbinden Michel Dubois     | Porsche 911 Carrera RSR       | Porsche 3.0L Flat-6       | 312  |
| 8    | S 3.0 | 15 | Automobiles Ligier         | Jacques Laffite Alain Serpaggi                     | Ligier JS2                    | Maserati 3.0L V6          | 310  |
| 9    | S 3.0 | 1  | North American Racing Team | Teodoro Zeccoli Jean-Claude Andruet                | Ferrari 312P                  | Ferrari 3.0L V12          | 298  |
| 10   | GT    | 70 | ASA Cachia                 | Raymond Touroul Henri Cachia Dennis Rua            | Porsche 911 Carrera RSR       | Porsche 3.0L Flat-6       | 288  |
| 11   | GT    | 56 | North American Racing Team | Christian Ethuin Lucien Guitteny                   | Ferrari 365 GTB/4             | Ferrari 4.4L V12          | 285  |
| 12   | GT    | 69 | Lucien Negeotte            | Lucien Negeotte Jean-Pierre Laffeach               | Porsche 911 Carrera RSR       | Porsche 3.0L Flat-6       | 276  |
| 13   | GT    | 59 | Pierre Mauroy              | Anne-Charlotte Verney Pierre Mauroy Martine Rénier | Porsche 911 Carrera RSR       | Porsche 3.0L Flat-6       | 276  |
| 14   | GT    | 63 | Jean-Claude Lagniez        | Jean-Claude Lagniez Gérard Meo                     | Porsche 911 Carrera RSR       | Porsche 3.0L Flat-6       | 274  |
| 15   | T     | 86 | Jean-Claude Aubriet        | Jean-Claude Aubriet "Depnic"                       | BMW 3.0CSL                    | BMW 3.5L I6               | 269  |
| 16   | GT    | 57 | Marcel Mignot              | Marcel Mignot Harry Jones                          | Ferrari 365 GTB/4             | Ferrari 4.4L V12          | 266  |
| 17   | S 2.0 | 30 | "Christine" – Écurie Seiko | Christine Beckers Yvotte Fontaine Marie Laurent    | Chevron B23                   | Ford Cosworth FVC 2.0L I4 | 265  |
| 18   | GT    | 51 | Henri Gréder               | Henri Gréder Marie-Claude Charmasson               | Chevrolet Corvette            | Chevrolet 7.0L V8         | 253  |
| 19   | S 3.0 | 65 | Christian Poirot           | Christian Poirot Jean Rondeau                      | Porsche 908/2                 | Porsche 3.0L Flat-8       | 251  |
| 20   | GT    | 73 | Paul Blancpain Toad Hall   | Michael Keyser Milt Minter Paul Blancpain          | Porsche 911 Carrera RSR       | Porsche 3.0L Flat-6       | 246  |

### Nie sklasyfikowani
| Poz. | Klasa | Nr | Zespół           | Kierowcy                                          | Nadwozie   | Silnik                 | Okr. |
| ---- | ----- | -- | ---------------- | ------------------------------------------------- | ---------- | ---------------------- | ---- |
| 21   | S 3.0 | 25 | Mazda Automotive | Yasuhiro Okamoto Harukuni Takahashi Yōjirō Terada | Sigma MC74 | Mazda 12A 1.2L 2-Rotor | 155  |

### Nie ukończyli
| Poz. | Klasa | Nr | Zespół                       | Kierowcy                                              | Nadwozie                      | Silnik                     | Okr. |
| ---- | ----- | -- | ---------------------------- | ----------------------------------------------------- | ----------------------------- | -------------------------- | ---- |
| 22   | GT    | 72 | Polifac Gelo Racing Team     | Franz Pesch Jürgen Barth                              | Porsche 911 Carrera RSR       | Porsche 3.0L Flat-6        |      |
| 23   | GT    | 62 | Écurie Francorchamps         | Hughes de Fierlandt Richard Bond                      | Porsche 911 Carrera RSR       | Porsche 3.0L Flat-6        |      |
| 24   | GT    | 67 | Porsche Club Romand          | William Vollery Eric Chapuis Roger Dorchy             | Porsche 911 Carrera RSR       | Porsche 3.0L Flat-6        |      |
| 25   | S 2.0 | 44 | Gérard Cuynet                | Gérard Cuynet Yves Evrard Jean-Louis Gama             | Porsche 910                   | Porsche 2.0L Flat-6        |      |
| 26   | T     | 90 | Shark Team                   | Jean-Claude Guérie Serge Godard Dominique Fornage     | Ford Capri RS                 | Ford 3.0L V6               |      |
| 27   | S 2.0 | 43 | Racing Organisation Course   | Robert Mieusset Fred Stalder François Sérvanin        | Lola T292                     | ROC-Chrysler 2.0L I4       |      |
| 28   | S 3.0 | 10 | Alain de Cadenet             | Chris Craft John Nicholson                            | De Cadenet LM                 | Ford Cosworth DFV 3.0L V8  |      |
| 29   | GT    | 64 | Polifac Gelo Racing Team     | Georg Loos Clemens Schickentanz                       | Porsche 911 Carrera RSR       | Porsche 3.0L Flat-6        |      |
| 30   | T     | 87 | BMW Jolly Club               | Manfred Mohr Martino Finotto Carlo Facetti            | BMW 3.0CSL                    | BMW 3.5L I6                |      |
| 31   | GT    | 61 | Robert Buchet                | Claude Ballot-Léna Vic Elford                         | Porsche 911 Carrera RSR       | Porsche 3.0L Flat-6        |      |
| 32   | S 3.0 | 17 | Ortega Ecuador Marlboro Team | Fausto Merello Guillermo Ortega Lothar Ranft          | Porsche 908/2                 | Porsche 3.0L Flat-8        |      |
| 33   | S 3.0 | 6  | Équipe Gitanes               | Jean-Pierre Beltoise Jean-Pierre Jarier               | Matra-Simca MS680             | Matra 3.0L V12             |      |
| 34   | S 3.0 | 8  | Équipe Gitanes               | Jean-Pierre Jaussaud Bob Wollek José Dolhem           | Matra-Simca MS670B            | Matra 3.0L V12             |      |
| 35   | S 3.0 | 14 | Automobiles Ligier           | Guy Chasseuil Michel Leclère                          | Ligier JS2                    | Maserati 3.0L V6           |      |
| 36   | S 3.0 | 28 | Michel Dupont Scato          | Heinz Schulthess Michel Lateste                       | Lola T284                     | Ford Cosworth DFV 3.0L V8  |      |
| 37   | S 3.0 | 21 | Martini Racing Team          | Helmuth Koinigg Manfred Schurti                       | Porsche 911 Carrera RSR Turbo | Porsche 2.1L Turbo Flat-6  |      |
| 38   | S 3.0 | 46 | Rebaque-Rojas Racing Team    | Guillermo Rojas Héctor Rebaque                        | Porsche 911 Carrera RSR       | Porsche 3.0L Flat-6        |      |
| 39   | GT    | 68 | Samson Kremer Racing         | Hans Heyer Paul Keller Erwin Kremer                   | Porsche 911 Carrera RSR       | Porsche 3.0L Flat-6        |      |
| 40   | S 3.0 | 19 | Wicky Racing Team            | André Wicky Jacques Boucard Louis Cosson              | Porsche 908/2                 | Porsche 3.0L Flat-8        |      |
| 41   | S 3.0 | 12 | Gulf Research Racing Co.     | Vern Schuppan Reine Wisell                            | Gulf GR7                      | Ford Cosworth DFV 3.0L V8  |      |
| 42   | S 2.0 | 23 | Mamers-Grac-Gotti-Meca       | Marcel Mamers Xavier Lapeyre                          | Grac-Gotti MT20               | Chrysler-Simca JRD 2.0L I4 |      |
| 43   | GT    | 58 | Escuderia Montjuich          | Claude Haldi José-Maria Fernandez Jean-Marc Seguin    | Porsche 911 Carrera RSR       | Porsche 3.0L Flat-6        |      |
| 44   | GT    | 60 | Louis Meznarie               | Hubert Striebig Helmut Kirschoffer Jean-Louis Chateau | Porsche 911 Carrera RSR       | Porsche 3.0L Flat-6        |      |
| 45   | GT    | 52 | Wicky Racing Team            | Max Cohen-Olivar Philippe Carron                      | De Tomaso Pantera             | Ford 5.8L V8               |      |
| 46   | S 3.0 | 18 | North American Racing Team   | Jean-Louis Lafosse Giancarlo Gagliardi                | Ferrari 308 GT4               | Ferrari 3.0L V8            |      |
| 47   | S 2.0 | 27 | Michel Dupont Scato          | Michel Dupont Gregor Fischer Daniel Brillat           | Chevron B23/26                | Ford Cosworth BDG 1.8L I4  |      |
| 48   | S 3.0 | 31 | Écurie Tibidabo              | Francisco Torredemer Juan Fernandez Bernard Tramont   | Porsche 908/3                 | Porsche 3.0L Flat-8        |      |
| 49   | GT    | 55 | North American Racing Team   | Jean-Pierre Paoli Alain Couderc                       | Ferrari 365 GTB/4             | Ferrari 4.4L V12           |      |